# Probles canariensis
Probles canariensis är en stekelart som beskrevs av Horstmann 1980. Probles canariensis ingår i släktet Probles och familjen brokparasitsteklar. Inga underarter finns listade i Catalogue of Life.